# Ozyptila nipponica
Ozyptila nipponica är en spindelart som beskrevs av Ono 1985. Ozyptila nipponica ingår i släktet Ozyptila och familjen krabbspindlar. Inga underarter finns listade i Catalogue of Life.